# Horbacze (rejon pustomycki)
Horbacze (ukr. Горбачі) – wieś na Ukrainie, w rejonie lwowskim (wcześniej w rejonie pustomyckim) obwodu lwowskiego.

## Historia
Pod koniec XIX orne pola i pastwiska nosiły nazwę Kopanie.
Za II Rzeczypospolitej w powiecie lwowskim województwa lwowskiego. Od 1 sierpnia 1934 należała do gminy Czerkasy.